# Sonu Nigam
Sonu Nigam est un chanteur indien né le 30 juillet 1973 à Faridabad (Haryana), qui a chanté pour beaucoup de films indiens, aussi bien des films en hindi, télégou, marathi, tamoul et kannada. Il a aussi de nombreux albums à son nom et il est apparu comme acteur principal dans certains films indiens. Il avait récemment changé son nom de famille de "Nigam" à "Niigaam" pour des raisons de numérologie, mais voyant qu'il n'obtenait pas les résultats souhaités, il est retourné à l'ancienne orthographe "Nigam".

## Carrière

### Premières années
Sonu Nigam commence sa carrière de chanteur à l'âge de trois ans, quand il rejoint son père sur scène pour chanter la chanson Kya Hua Tera Wada, qui est originellement une chanson de Mohammed Rafi. Dès lors, Sonu accompagne son père comme chanteur lors des mariages et fêtes. Pendant son adolescence, il participe à plusieurs concours de musique avec succès. Il se rend à Bombay avec son père pour commencer sa carrière de chanteur de films indiens à l'âge de 18 ans.
Ses premières années à Bombay ont été difficiles et il commence par chanter des reprises des chansons de Mohammed Rafi, surtout pour un certain nombre d'albums intitulés "Rafi Ki Yaadein" (publiés par T-Series). Gulshan Kumar, promoteur de T-Series, a joué un rôle clé dans l'identification des talents de Sonu en lui donnant une chance d'atteindre un public plus large. Cependant, ces albums ont contribué à son étiquette pendant quelque temps comme un clone de Mohammed Rafi. La première chanson de Sonu Nigam en tant que chanteur de playback était dans le film Janam (1990), qui n'a jamais été officiellement publié. Sonu a également chanté pour plusieurs publicités à la radio jusqu'à ce qu'il apparaisse dans l'émission de télévision très populaire, Sa Re Ga Ma, après quoi il n'y avait pas de retour en arrière. 
Sonu commença à présenter l'émission télévisée Sa Re Ga Ma en 1995, le premier épisode étant diffusé sur le 1er mai 1995. Sa Re Ga Ma, concours de chanson de télévision, devint bientôt l'un des spectacles les plus populaires de la télévision indienne. Le format de cette émission a donné à Sonu une chance de démontrer ses talents de chant ainsi que son charme naturel et son appel public. Peu de temps après, il a chanté Accha Sila Diya sur l'album Bewafa Sanam (1995), qui était très réussi. Les offres ont ensuite augmenté, bien que lentement au début. Sonu Nigam devint plus célèbre avec la chanson Sandese Aate Hain, composée par Anu Malik pour le film "Border" en 1997. Son image en tant que clone de Mohammad Rafi a changé après son interprétation de la chanson Yeh Dil Deewana composée par Nadeem Shravan du film "Pardes" la même année. Depuis, il a créé un style unique à lui, et est devenu un modèle pour les nouveaux talents vocaux en Inde.
Au fil des années, Sonu est devenu une force majeure dans l'industrie de la musique indienne. Il a fourni des chansons pour un grand nombre de films en Hindi et a remporté de nombreux prix. Son interprétation de la chanson titulaire du film Kal Ho Na Ho a été très populaire et est considéré comme une légende moderne. Il est reconnu pour sa voix souple, une voix qui est très bien adaptée à l'acteur por qui il chante, ainsi que pour sa gamme d'émotions excellentes, chantant parfaitement des chansons romantiques, rock, tristes, patriotiques parmi d'autres genres. Sonu a chanté avec des prononciations clairs, dans de nombreuses langues en plus de l'hindi, dont le bengali, l'oriya, le kannada, le punjabi, en tamoul, le télougou, l'anglais, le bhojpuri, ourdou, le népalais et le marathi. Il reste particulièrement populaire dans le sud de l'Inde pour ses chansons en Kannada et a remporté quelques prix dans cette industrie particulière. Son album en Kannada appelé Neene Bari Neene a été publié en 2009.

### Albums et concerts
Sonu a publié un certain nombre d'albums pop, en hindi, en punjabi et en Kannada. Le plus récent de ces albums en hindi est Classically Mild, un album semi-classique. Il a également publié plusieurs albums de dévotion, Hindoues et Islamiques, ainsi que des albums de chansons de Mohammed Rafi. Ces chansons ont fait part de la collection intitulée "Rafi Ki Yaadein" dans ses premières années, et ont été re-publiées en septembre 2007 comme une collection de 6 disques de 100 chansons, intitulée "Kal Aaj Aur Kal", en mémoire de Mohammad Rafi. En 2008, peu après la sortie de Classically Mild, il a publié une chanson en Punjabi appelée "Punjabi Please", et l'album «Rafi Resurrected", une collection de 2 disques de chansons de Mohammed Rafi avec de la musique par l'Orchestre symphonique de Birmingham. Il a contribué lui-même aux paroles de plusieurs de ses chansons d'album et a réalisé lui-même la musique pour son album Chanda Ki Doli. Son dernier album était Neene Bari Neene en Kannada.
Après la mort prématurée de Michael Jackson, dont Sonu Nigam est un grand fan et qui a considérablement influencé sa façon de chanter comme on le voit dans son interprétation de Dil Deewana dans le film Pardes, Sonu a publié une chanson en hommage à Michael, en collaboration avec ses fans sur facebook. La chanson a fait part d'une compilation de 18 chansons mondiales en hommage à Michael Jackson sur un CD intitulé The Beat of Our Hearts. Sonu Nigam travaille actuellement sur un nouveau CD avec le célèbre producteur René van Verseveld du Future Sound Studios à Hollywood.
Au fil des années, Sonu a donné des concerts dans de nombreux pays, y compris les États-Unis, Canada, Royaume-Uni, France, Allemagne, Belgique, Hollande, Espagne, Australie, Nouvelle-Zélande, le Pakistan, le Népal, le Bangladesh, la Russie, Afghanistan, Émirats arabes unis, Koweït, Arabie Saoudite, la Thaïlande, l'Indonésie, Singapour, la Malaisie Antilles, Suriname, Maurice, le Nigéria et l'Afrique du Sud. En mai / Juin 2007, il a participé à des concerts en Amérique du Nord appelé "The Incredibles", dans lequel le célèbre Asha Bhonsle et les chanteurs Kunal Ganjawala et Kailash Kher ont aussi participé. En septembre et octobre, respectivement, de la même année, il a donne des concerts en solo intitulé "Simply Sonu", au Canada et en Allemagne, (devenant ainsi le premier chanteur indien à effectuer dans ce dernier pays). En avril 2008, il a fait un marathon de concerts dans différentes villes en Inde, pour la promotion de la chanson "Punjabi Please".
En novembre 2007, lors de l'inauguration du 28e président de l'Université de Harvard, le Dr Drew Gilpin Faust, Sonu a chanté avec le "Harvard College Sangeet", le bhajan préféré de Mahatma Gandhi, «Jan Vaishnav To Tene Kahiye».
En juillet 2008, il a participé à une tournée dans trois villes du Royaume-Uni, en chantant de nombreuses chansons célèbres de Mohammad Rafi avec le City of Birmingham Symphony Orchestra. Ceci fait suite à la publication de ces morceaux par l'Orchestre de Birmingham dans l'album historique intitulé «Rafi Resurrected» en mémoire de Mohammad Rafi.
Parmi plusieurs autres concerts, il a notamment participé à une tournée américaine avec Sunidhi Chauhan en 2009 appelé "Explosion 2009" et une tournée au Royaume-Uni intitulé "All Izz Well" en novembre 2010.

### Télévision, radio et film
Outre "Sa Re Ga Ma," Sonu Nigam a également présenté l'émission de télévision Kisme Kitna Hai Dum et est apparue comme un juge dans l'émission Indian Idol (diffusé sur Sony Entertainment Television) en saisons 1 et 2. Sonu est retourné à Indian Idol dans ses troisième et quatrième saisons en tant que juge de célébrité spécial. Il a également été juge de célébrité sur Amul Star Voice of India en août 2007 en saison 1 et en décembre 2008 en saison 2. En octobre 2007, Sonu a retourné aux ensembles de Sa Re Ga Ma Pa (anciennement appelé Sa Re Ga Ma et présenté par lui-même) en un moment historique, cette fois en tant que juge avec Suresh Wadkar. Cela a été pour Sa Re Ga Ma Pa L'il Champs International, une competition de chants pour des enfants. En 2010, il a été juge sur Chotte Ustaad sur Star TV, un autre concours de chant pour enfants, accompagne par Rahat Fateh Ali Khan.
En 2006, Sonu a également présenté sa propre émission de radio appelée Life Ki Dhun Wirh Sonu Niigaam sur Radiocity 91,1 FM, où il eut l'occasion d'interviewer plusieurs géants de l'industrie de la musique Indienne, dont le légendaire Lata Mangeshkar sur le dernier épisode diffusé.
La carrière d'acteur de Sonu Nigam a commencé comme un artiste enfant dans un certain nombre de films, y compris Betaab de 1983. En tant qu'adulte, Sonu a tourné dans quelques films, à savoir Jaani Dushman: Ek Kahani Anokhi aux côtés de Sunny Deol, Manisha Koirala et Akshay Kumar, ainsi que d'autres acteurs; Kash Aap Hamare Hote, où il joue le rôle masculin principal face a Juhi Babbar, fille de Raj Babbar et, plus récemment, Love in Népal avec Flora Saini et Sweta Keswani, où il joue encore un rôle de premier plan. Toutefois, il est à dire que les trois films n'ont pas bien fait au box-office, bien qu'il ait été beaucoup mieux apprécié dans son dernier projet. Il n'est pas apparu en films comme acteurs depuis Love In Nepal, mais il a récemment été dit être impliqué dans un autre film comme acteur principal. Le film, appelé Ankhon Ankhon Mein est censé être sur un chanteur aveugle.

### Projets futurs
Sonu Nigam a un nouvel album en préparation. Ses projets futurs comprennent également un album en anglais appelé Spirit Unfolding. Il se peut aussi qu'il pense à apparaitre comme acteur dans un nouveau film appelé Ankhon Hi Akhon Mein, au sujet d'un chanteur aveugle, bien qu'il ne l'ait pas encore signé officiellement.
Il travaille sur un projet unique appelé Time Travel, dans lequel sa voix sera alignée avec les voix des chanteurs légendaires.

## Vie personnelle et travail volontaire
Sonu Nigam vient d'une famille de chanteurs. Né à Agam Kumar Nigam et Shobha Nigam le 30 juillet 1973 à Faridabad, Haryana, Inde, il est allé à l'école JD Tytler. Il a deux sœurs, Meenal et Neekita. Au cours des dernières années, son père a publie plusieurs albums à succès, dont "Bewafaai", "Phir Bewafaai" et plus récemment "Bewafaai ka Aalam". Neekita est aussi un chanteur et a plusieurs chansons à son nom, à la fois en hindi et kannada. Sonu s'est marié le 15 février 2002 a Madhurima . [18] Ils ont un fils, Nevaan, né en 2007. Nevaan est également très intéressé par la musique et a récemment enregistré une chanson avec Lata Mangeshkar. 
Sonu Nigam pratique le yoga, et a formé en taekwondo. Il affirme être spirituel plutôt que religieux.
Sonu Nigam a travaillé pour divers organismes de bienfaisance partout en Inde comme à l'étranger, par exemple pour la "Dignity Foundation", des organisations contre le cancer, contre la lèpre, pour la protection des femmes, pour les familles affectées par la guerre de Kargil et pour les familles affectées  par le séisme. Il parraine également un enfant de l'organisation "Crayon". Il a fait diverses apparitions dans la cause du VIH / SIDA et a également une chanson intitulée "Papa I'm Sorry" relatif à ce sujet. Il a également publie plusieurs chansons et a fait plusieurs contributions à la cause de la paix entre l'Inde et le Pakistan.

## Récompenses et nominations
Voici les recompenses, prix et nominations de Sonu Nigam : 
- National Film Awards
  - 2004 - Remporté - Prix national du film, Meilleur Chanteur - "Kal Ho Na Ho" - Kal Ho na Ho

- Filmfare Awards
  - 1997 - Nommé - Meilleur Chanteur Masculin - "Sandese Aate Hain" - Border (avec Kumar Roop Rathod)
  - 1999 - Nommé - Meilleur Chanteur Masculin - "Ishq Bina" - Taal
  - 2000 - Nommé - Meilleur Chanteur Masculin - «Tu Hain Fiza" - Fiza
  - 2000 - Nommé - Meilleur Chanteur Masculin - "Panchhi Nadiyaan" - Refugee
  - 2001 - Nommé - Meilleur Chanteur Masculin - "Suraj Hua Maddham" - Kabhi Khushi Kabhie Gham
  - 2002 - Remporté - Meilleur Chanteur Masculin - "Saathiya" - Saathiya
  - 2003 - Remporté - Meilleur Chanteur Masculin - "Kal Ho Na Ho" - Kal Ho Na Ho
  - 2004 - Nommé - Meilleur Chanteur Masculin - "Do Pal" - Veer-Zaara
  - 2004 - Nommé - Meilleur Chanteur Masculin - "Main Hoon Na" - Main Hoon Na
  - 2004 - Nommé - Meilleur Chanteur Masculin - "Tumse Milke Dil Ka" - Main Hoon Na
  - 2005 - Nommé - Meilleur Chanteur Masculin - "Dheere Jalna" - Paheli
  - 2005 - Nommé - Meilleur Chanteur Masculin - "Piyu Bole" - Parineeta
  - 2006 - Nommé - Meilleur Chanteur Masculin - "Kabhi Alvida Naa Kehna" - Kabhi Alvida Naa Kehna
  - 2007 - Nommé - Meilleur Chanteur Masculin - "Agar Kahoon Main" - Om Shanti Om
  - 2008 - Nommé - Meilleur Chanteur Masculin - «Ke Lamhon Inn" - Jodhaa Akbar
  - 2009 - Nommé - Meilleur Chanteur Masculin - "Shukran Allah" - Kurbaan (avec Salim Merchant)

- Filmfare Awards (Sud de l'Inde)
  - 2008 - Remporté - Meilleur Chanteur Masculin (Kannada) - "Ninnindale Ninnindale" - Milana
  - 2009 - Remporté - Meilleur Chanteur Masculin (Kannada) - "Eenagali Mundhe Saagu" - Mussanjemaatu
  - 2009 - Nommé - Meilleur Chanteur Masculin (Kannada) - "Manasu Mayavagide" - Summane Haage

- Star Screen Awards
  - 1998 - Remporté - Meilleur Artiste Pop Masculin.
  - 2001 - Remporté - Meilleur Chanteur Masculin - "Tanhayee" - Dil Chahta Hai
  - 2004 - Remporté - Meilleur Chanteur Masculin - - "Tumse Milke Dil Ka» - Main Hoon Na
  - 2005 - Remporté - Meilleur Chanteur Masculin - - "Dheere Jalna" - Paheli
  - 2006 - Nommé - Meilleur Chanteur Masculin - "Baawri Piya Ki" - Baabul

- International Indian Film Academy Awards
  - 2001 - Remporté - Meilleur Chanteur Masculin - "Suraj Hua Maddham" - Kabhi Khushi Kabhie Gham
  - 2002 - Remporté - Meilleur Chanteur Masculin - "Saathiya" - Saathiya
  - 2003 - Remporté - Meilleur Chanteur Masculin - "Kal Ho Na Ho" - Kal Ho Na Ho
  - 2006 - Nommé - Meilleur Chanteur Masculin - "Kabhi Alvida Naa Kehna" - Kabhi Alvida Naa Kehna
  - 2009 - Nommé - Meilleur Chanteur Masculin - "All Izz Well" - 3 Idiots

- Zee Cine Awards
  - 1997 - Remporté - Meilleur Chanteur Masculin - "Sandese Aate Hain" - Border †
  - 2001 - Remporté - Meilleur Chanteur Masculin - "Suraj Hua Maddham - Kabhi Khushi Kabhie Gham
  - 2001 - Nommé - Meilleur Chanteur Masculin - "Tanhayee" - Dil Chahta Hai
  - 2002 - Remporté - Meilleur Chanteur Masculin - "Saathiya" - Saathiya
  - 2003 - Nommé - Meilleur Chanteur Masculin - "Kal Ho Na Ho" - Na Ho de Kal Ho
  - 2004 - Nommé -  Meilleur Chanteur Masculin - "Main Hoon Na" - Main Hoon Na
  - 2005 - Nommé - Meilleur Chanteur Masculin - "Bole Piyu" - Parineeta
  - 2005 - Nommé - Meilleur Chanteur Masculin - "Dheere Jalna" - Paheli
  - 2006 - Nommé - Meilleur Chanteur Masculin - "Kabhi Alvida Na Kehna" - Kabhi Alvida Na Kehna
  - 2007 - Nommé - Meilleur Chanteur Masculin - "Agar Kahoon Main" - Om Shanti Om

- Bollywood Movie Award
  - 2003 - Remporté - Meilleur Chanteur Masculin - "Kal Ho na Ho" - Kal Ho Na Ho
  - 2001 - Remporté - Meilleur Chanteur Pop pour l'album Yaad
  - 2002 - Remporté - Meilleur Chanteur Masculin - "Saathiya" - Saathiya
  - 2006 - Remporté - Meilleur chanteur Masculin - "Kabhi Alvida Na Kehna" - Kabhi Alvida Na Kehna

- MTV Immies
  - 2002 -Remporté - Meilleur Chanteur Masculin - "Saathiya" - Saathiya
  - 2003 -Remporté - Meilleur Chanteur Masculin - "Main Hoon Na" - Main Hoon Na
  - 2004 -Remporté - Meilleur Album Pop - Chanda Ki Doli

- MTV Style Awards
  - 2003 - Icon Style 2003
  - 2005 - Icon Style 2005

- Anandalok Prize
  - 2004 - Meilleur Chanteur Masculin - Bandhan
  - 2005 - Meilleur Album Pop - Chanda Ki Doli

- Annual Central Europeann Bollywood Awards
  - 2007 - Remporté - Meilleur Chanteur Masculin - "Agar Kahoon Main" - Om Shanti Om
  - 2008 - Remporté - Meilleur chanteur Masculin - "Inn Lamhon Ke Daaman Me" - Jodha Akbar

- Gold Award Lions
  - 2005 -Remporté - Meilleur Chanteur Masculin - "Main Hoon Na" - Main Hoon Na
  - 2008 Won - Meilleur chanteur Masculin - "Inn Lamhon Ke Daaman Me" - Jodha Akbar

- Indian Television Academy Award
  - 2005 - Meilleur chanteur Masculin- Miliee
  - 2008 - Meilleur Chanteur Masculin - Dhara Amber
  - 2009 - meilleur chanteur Masculin - Mill Dill Gayye

- Autres prix
  - 1997 - Ashirwad Award pour Meilleur Chanteur Masculin - «Sandese Aate Hain" - Border
  - 1997 - Sansui Viewers Choice Awards pour Meilleur Chanteur Masculin - "Sandese Aate Hain"- Border
  - 2003 - Apsara Guild Film Producers' Awards du meilleur chanteur masculin - "Kal Ho Na Ho" - Kal Ho Na Ho
  - 2005 - Swaralaya Yesudas Award, pour son rendement exceptionnel de Musique
  - 2005 - Prix d'excellence des Enseignants
  - 2006 - Nommé- Global Indian Film Awards - Meilleur Chanteur Masculin - "Kabhi Alvida Na Kehna" - Kabhi Alvida Na Kehna
  - 2008 - GPBA (Prix Publique Allemand de Bollywood) du meilleur chanteur masculin  - "Main Agar Kahoon" - Om Shanti Om
  - 2010 - GIMA (Global Indian Music Award) de Meulleur Interprete en Direct Masculin.

-†Refus sur le terrain éthique de la cochanteur Roop Kumar Rathod pas être nommé.

## Ses plus grands succès
| Chanson                      | Film                             | Année |
| ---------------------------- | -------------------------------- | ----- |
| Accha Sila Diya              | Bewafa Sanam                     | 1994  |
| Yeh Dil Deewana              | Pardes                           | 1997  |
| Sandese Aate Hain            | Border                           | 1997  |
| Satrangi Re                  | Dil Se                           | 1998  |
| Zindagi Maut Na Ban Jaaye    | Sarfarosh                        | 1999  |
| You Are My Sonia             | Kabhi Khushi Kabhie Gham         | 2001  |
| Is pyar ko main              | Mujhe Kuch Kehna Hai             | 2001  |
| Saathiya                     | Saathiya                         | 2002  |
| Mera rang de Basanti         | The Legend of Bhagat Singh       | 2002  |
| Sarfaroshi Ki Tamanna        | The Legend of Bhagat Singh       | 2002  |
| Kal Ho Naa Ho                | Kal Ho Na Ho                     | 2003  |
| Ghum Shuda                   | Chalte Chalte                    | 2003  |
| Main Hoon Na                 | Main Hoon Naa                    | 2004  |
| Tumse Milke Dil Ka           | Main Hoon Naa                    | 2004  |
| Do Pal Ki                    | Veer-Zaara                       | 2004  |
| Sun Zara                     | Lucky : No Time For Love         | 2005  |
| Piyu Bole                    | Parineeta                        | 2005  |
| Soona Man Ka Aangan          | Parineeta                        | 2005  |
| Just Chill                   | Maine Pyaar Kyun Kiya            | 2005  |
| Falak Dekhoon                | Garam Masala                     | 2005  |
| Ada                          | Garam Masala                     | 2005  |
| Dheere Jalna                 | Paheli                           | 2005  |
| No Entry (Ishq Di Gali Vich) | No Entry                         | 2005  |
| Mere Haath Mein              | Fanaa                            | 2006  |
| Dil Vich Lagya Re            | Chup Chup Ke                     | 2006  |
| Kabhi Alvida Naa Kehna       | Kabhi Alvida Naa Kehna           | 2006  |
| Pyaar Ki Ek Kahani           | Krrish                           | 2006  |
| Koi Tumsa Nahin              | Krrish                           | 2006  |
| Pal Pal Har Pal              | Lage Raho Munna Bhai             | 2006  |
| Humko Maloom Hai             | Jaan-E-Mann                      | 2006  |
| Ajnabi Shehar                | Jaan-E-Mann                      | 2006  |
| Sau Dard Hain                | Jaan-E-Mann                      | 2006  |
| Behka Diya Humein            | Umrao Jaan                       | 2006  |
| Aaj Ki Raat                  | Don                              | 2006  |
| Salaam-E-Ishq                | Salaam-e-Ishq: A Tribute To Love | 2007  |
| Tenu Leke                    | Salaam-e-Ishq: A Tribute To Love | 2007  |
| Main Agar Kahoon             | Om Shanti Om                     | 2007  |
| In lamhon ke daaman          | Jodhaa Akbar                     | 2008  |

## Albums
Ci-dessous sont ses principaux albums. Il a également publié plusieurs albums de dévotion Hindou albums, dont Tere Dar Se Muradein Paeinge (1999), Sanskar (2004), Dil Ka Maa (2006) et Pyari Maa (2008). Il a sorti quelques albums de dévotion musulmane, dont Mohammed vers dar par Chala sawali ja (1993, re-publié 2007) et Ramzan ki Azmat (à l'origine chanté par Mohammed Rafi et autres). Il a couvert les chansons du célèbre Ghazal chanteur Pankaj Udas dans un album intitulé Best of Pankaj UDdas. Il a également chanté une chanson chaque dans l'album de Sapna Mukherjee Mere Piya et l'album remix Kajra Nite en 2006. 
| Titre d'album             | Langue        | Année     |
| ------------------------- | ------------- | --------- |
| Rafi Ki Yaadein Vol 10-20 | Hindi         | 1993-1995 |
| Shradhanjali to Mohd Rafi | Hindi         | 1995      |
| Sapnay Ki Baat            | Hindi         | 1997      |
| Kismat                    | Hindi         | 1998      |
| Mausam                    | Hindi         | 1999      |
| Pariyon Se                | Hindi         | 1999      |
| Deewana                   | Hindi         | 1999      |
| Jaan                      | Hindi         | 2000      |
| Yaad                      | Hindi         | 2001      |
| Kurie Mili Hai Kamal      | Punjabi       | 2003      |
| Chanda Ki Doli            | Hindi         | 2005      |
| Colours of Love           | Punjabi/Hindi | 2007      |
| Pyar                      | Punjabi       | 2007      |
| Classically Mild          | Hindi         | 2008      |
| Kal Aaj Aur Kal           | Hindi         | 2008      |
| Punjabi Please            | Hindi         | 2008      |
| Rafi Resurrected          | Hindi         | 2008      |

## Single
| Nom        | Artiste | Année | Label                       |
| ---------- | ------- | ----- | --------------------------- |
| Underwater | KSHMR   | 2017  | Dharma Worldwide [SPINNIN'] |

## Filmographie
| Titre du film                   | Rôle                    | Année |
| ------------------------------- | ----------------------- | ----- |
| Masti ke lutere                 | Artiste enfant          | 1982  |
| Ustaadi Ustaad Ke               | Artiste enfant          | 1982  |
| Betaab                          | Young Sunny             | 1983  |
| Hum se hai zamana               | Artist enfant           | 1983  |
| Taqdeer                         | Artist enfant           | 1983  |
| Jaani Dushman                   | Vivek Saxena            | 2002  |
| Kaash..Aap Hamare Hote          | Jai Kumar               | 2003  |
| Love In Nepal                   | Abby                    | 2004  |
| Navra Maajha Navsacha (Marathi) | Sonu Nigam              | 2005  |
| Maharaj                         | chanson Holi Ke Rang Ma | 2024  |